# Robert Webb (attore)
Robert Patrick Webb (Boston, 29 settembre 1972) è un comico, attore e scrittore britannico.
Insieme a David Mitchell fa parte del duo comico Mitchell and Webb, attivo dal 1995 e noto soprattutto per la sitcom Peep Show, in onda su Channel 4 dal 2003 al 2015, e per gli sketch di That Mitchell and Webb Look, trasmessi da BBC Two dal 2006 al 2010. 

## Filmografia parziale

### Cinema
- Confetti, regia di Debbie Isitt (2006)
- Magicians, regia di Andrew O'Connor (2007)
- The Wedding Video, regia di Nigel Cole (2012)
- Absolutely Fabulous - Il film (Absolutely Fabulous: The Movie), regia di Mandie Fletcher (2016)

### Televisione
- Peep Show – serie TV, 54 episodi (2003-2015)
- The Smoking Room – serie TV, 17 episodi (2004-2005)
- Blessed – serie TV, 8 episodi (2005)
- That Mitchell and Webb Look – serie TV, 25 episodi (2006-2010)
- Fresh Meat – serie TV, 5 episodi (2011-2012)
- Miss Marple (Agatha Christie's Marple) – serie TV, episodio 6x01 (2013)
- Cold Feet – serie TV, episodi 6x05-6x06 (2016)
- Back – serie TV, 12 episodi (2017-2021)
- I misteri di Whitstable Pearl (Whitstable Pearl) – serie TV, 9 episodi (2022-2024)
- Delitti in Paradiso (Death in Paradise) – serie TV, episodi 12x02-12x07 (2023)

### Doppiatore
- Rick and Morty - serie animata, 1 episodio (2022)
- Aqua Teen Hunger Force - serie animata, 1 episodio (2023)

## Doppiatori italiani
Nelle versioni in italiano dei suoi lavori, Robert Webb è stato doppiato da:
- Loris Loddi in Confetti
- Roberto Certomà in Absolutely Fabulous - Il film
- Fabrizio Manfredi in Miss Marple
- Marco Baroni in Delitti in Paradiso